# Bourse subcutanée infrapatellaire
La bourse subcutanée infrapatellaire (ou bourse sous-cutanée infrapatellaire ou bourse sous-rotulienne superficielle) est une bourse synoviale du membre inférieur située au niveau du genou.

## Description
La bourse subcutanée infrapatellaire est située entre le ligament patellaire et la peau.